# سلطان مصبح
سلطان مصبح (مواليد 29 أكتوبر 1988) لاعب كرة قدم إماراتي يجيد اللعب كحارس مرمى .
لعب سابقاً لنادي العين وانتقل إلى بني ياس عام 2011 و لعب معهم لغاية عام 2017 .
1. ↑  "معلومات عن سلطان مصبح على موقع scoresway.com". scoresway.com. مؤرشف من الأصل في 2018-02-26.
2. ↑  "معلومات عن سلطان مصبح على موقع int.soccerway.com". int.soccerway.com. مؤرشف من الأصل في 2016-04-28.

سلطان مصبح

## وصلات خارجية
- سلطان مصبح على موقع Soccerway.com (الإنجليزية)